# Robert Smalls
Robert Smalls (né le 5 avril 1839 à Beaufort en Caroline du Sud et mort le 23 février 1915 dans cette même ville) est un pilote, éditeur, homme d'affaires et homme politique américain. 
Le 13 mai 1862, il orchestre une évasion spectaculaire à bord d'un transport de troupes confédéré dans la baie de Charleston et parvient à rejoindre les lignes de l'Union avec d'autres esclaves noirs et leur famille. Son exemple et sa persuasion aident à convaincre le président Abraham Lincoln et le  secrétaire à la Guerre Edwin Stanton d'accepter des éléments afro-américains dans les troupes unionistes. Smalls sert lui-même dans l'US Navy pendant la guerre de sécession et même après.
Il entame une carrière politique durant la Reconstruction et se fait élire à l'Assemblée générale de Caroline du Sud, où il rédige un projet de loi pour doter l'État du premier système d'enseignement public gratuit et obligatoire de tout le pays. Il est ensuite élu plusieurs fois à la Chambre des représentants des États-Unis, faisant de lui l'un des tout premiers Afro-Américains à siéger au Congrès. 
Fondateur du Parti républicain de Caroline du Sud (en), il est resté pendant plus de 130 ans le dernier républicain à avoir été élu à la Chambre des représentants des États-Unis dans le cinquième district congressionnel de Caroline du Sud.

## Biographie
Robert Smalls est né dans la condition d'esclave à Beaufort, en Caroline du Sud. À l'âge de douze ans, son maître l’envoie à Charleston pour trouver du travail. L'envoi d'esclaves dans la ville pour « se louer » était une pratique courante au XIXe siècle, c'était un moyen de rentabiliser ses esclaves, ces derniers étaient tenus d'envoyer à leurs maîtres l'argent qu'ils gagnaient chez eux. Travaillant à divers emplois à bord de bateaux dans le port de Charleston, Smalls a appris le métier de pilote de navire. Au début de la guerre de Sécession, Robert Smalls est réquisitionné pour être pilote de bord du CSS Planter, un bateau à vapeur affrété par le gouvernement confédéré pour servir de bateau d'expédition et de surveillance. 

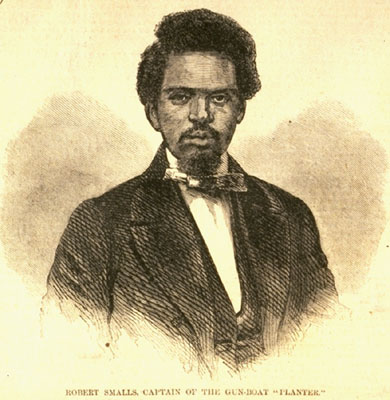
Représentation de Robert Smalls.

Robert Smalls, livre le CSS Planter aux forces nordistes du blocus le 13 mai 1862 se libérant ainsi, avec son équipage et leurs familles, de l'esclavage, ce qui eut un retentissement considérable. Le contre-amiral Samuel F. DuPont a écrit au secrétaire à la Marine, Gideon Welles, que « Cet homme, Robert Smalls, est supérieur à tous ceux qui ont déjà rejoint nos lignes la ligne de commande, ses informations sont très intéressantes et sont de la plus haute importance. »
Intelligent et charismatique, Smalls fut un de ceux qui persuadèrent le président Abraham Lincoln qu'il fallait enrôler les Afro-Américains, et il contribua personnellement à la formation des 1er et 2e régiments de l'United States Colored Troops. Il travailla pour le service de renseignements de l'US Army. En 1863, il devint le premier (et le seul) Afro-Américain capitaine que l'United States Navy ait eu pendant le XIXe siècle. 
Après la guerre de Sécession, il implanta le Parti républicain en Caroline du Sud et mena une carrière politique à la Chambre des représentants vouée à l'émancipation et à l'instruction des Noirs.
Après ses mandats au Congrès, Smalls a été nommé percepteur des douanes à Beaufort, et a occupé ce poste pendant près de 20 ans malgré l'opposition des politiciens blancs locaux.
Après la guerre de Sécession, les McKee, les anciens propriétaires de Smalls, sont au bord de la faillite. Smalls rachète leur maison où sa mère et lui avaient été réduits en esclavage avant la guerre. Sa famille a vécu dans la maison pendant 90 ans. Lorsque la santé de Mme McKee a commencé à se détériorer, Smalls lui a permis de rester dans son ancienne maison. Smalls décède le 23 février 1915 des suites du diabète et de la malaria.
Robert Smalls repose au cimetière de l'église baptiste du Tabernacle de Beaufort en Caroline du Sud.